# David Beatty
David Richard Beatty, Primer Conde de Beatty (Nantwich, 17 de enero de 1871-Londres, 11 de marzo de 1936) fue un almirante de la Royal Navy. Sirvió en la guerra Mahdista en Sudán y en el levantamiento de los bóxers en China, aunque hoy es más recordado por ser el comandante del I Escuadrón de cruceros de batalla británicos en la batalla de Jutlandia, librada en mayo de 1916 durante la Primera Guerra Mundial. En este enfrentamiento, tácticamente indeciso, contrastó el arrojo y agresividad de Beatty con las precauciones de su comandante, el almirante John Jellicoe. Más adelante durante la guerra, Beatty sucedió al propio Jellicoe como Comandante en Jefe de la Gran Flota, cargo en el que fue el responsable de aceptar la rendición de la Flota de Alta Mar alemana al final del conflicto. También fue Primer Lord del Mar durante muchos años y participó en las negociaciones para elaborar el Tratado naval de Washington de 1922.

## Biografía
Nació en 1871 en Nantwich (Cheshire, Inglaterra) y se enroló en enero de 1884. Entre 1886 y 1888 fue cadete en el buque-bandera de la flota del Mediterráneo, el HMS Alexandria. En 1892 fue ascendido a teniente y tras desempeñar funciones en diversos buques le fue asignado el mando del destructor HMS Ranger en 1897.
Su popularidad aumentó considerablemente tras su participación en la reconquista de Sudán, acontecida entre 1897 y 1899, en la que fue segundo de la flota fluvial de cañoneras durante el asedio de Jartum y se le ascendió a comandante. En 1900 participó en la represión de la Rebelión de los Bóxers, y resultó herido en un brazo durante la captura de Tianjin, al sureste de Pekín.
Ese mismo año se casó con Ethel Tree, única hija y heredera del adinerado Marshall Field, lo que contribuyó a convertirle en uno de los oficiales más ricos de la Marina. La pareja compró varias viviendas en Londres, Leicestershire y Escocia y se hizo asidua de las reuniones de la Alta Sociedad, durante las cuales llegó a cenar con el mismo rey Eduardo VII. Con el fin de impresionar a los personajes más destacados solía presentarse ante ellos con capa y un uniforme que no era el oficial. Era famosa su chaqueta de seis botones, cuando la oficial era de ocho.

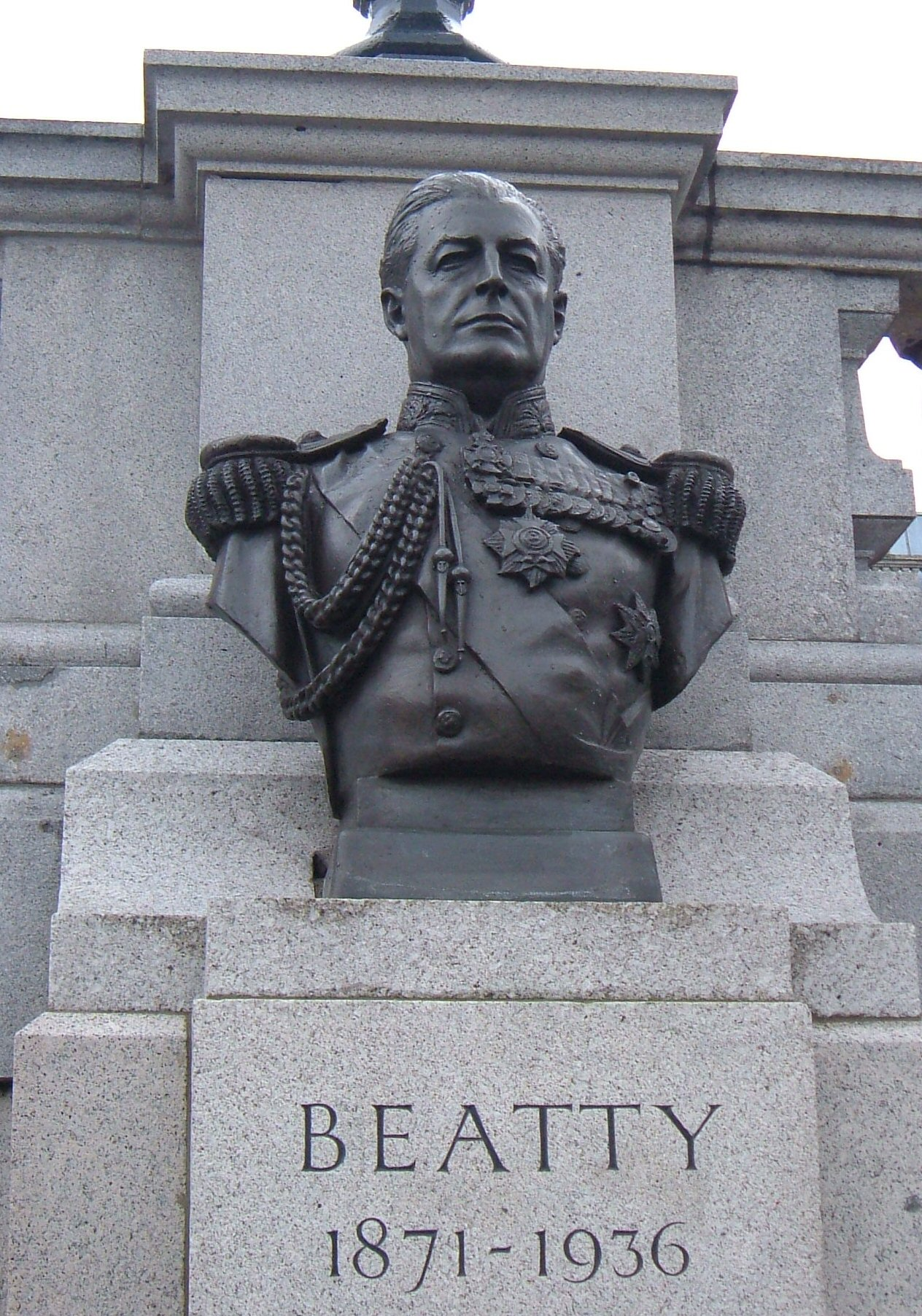
Busto de David Beatty en Trafalgar Square.

En 1906 ingresó como miembro en el Consejo de la Armada. El 1 de enero de 1910, con solo 39 años, se convirtió en el almirante más joven de la Royal Navy desde los tiempos de Horatio Nelson. Aunque se le ofreció ser segundo al mando de la Flota del Atlántico, prefirió declinar este puesto en favor de la Home Fleet que patrullaba las costas de la propia Gran Bretaña. En 1912 se le redujo el sueldo a la mitad por una serie de polémicas, aunque Beatty pudo salvar finalmente su carrera gracias al nuevo Primer Lord del Almirantazgo, Winston Churchill, que le nombró su secretario personal. Ambos se habían conocido años atrás durante la campaña de Sudán.
Entre 1912 y 1916 comandó la 1.ª Escuadra de Cruceros de Batalla. Entre las batallas de la Primera Guerra Mundial en que estuvo presente se cuentan las de la Bahía de Heligoland (1914), Banco Dogger (1915) y Jutlandia (1916). Este último año sustituyó a John Jellicoe como Primer Sea Lord, puesto que mantendría hasta 1927, cuando se le nombraría Primer Earl Beatty, Vizconde de Borodale y Barón del Mar del Norte y Brooksby. Durante la Gran Guerra su casa de Leicestershire fue cedida a la Marina como Hospital Naval.
En 1918 trató de forma humillante a la flota alemana conducida a la base británica de Scapa Flow como parte del armisticio, lo que le reportó severas críticas en Alemania.
El buque HMS Howe, que operó durante la Segunda Guerra Mundial, fue llamado durante un tiempo HMS Beatty en su honor, pero se decidió cambiarle el nombre por el de Richard Howe, otro almirante inglés del siglo XVIII.